# 张超 (宋朝)
张超（?—?），南宋初年抗金将领。
张超开始隶属于江、淮宣抚使杜充。建炎三年（1129年），宋高宗命韩世忠屯守太平，王𤫉屯守常州，杜充留守建康，防御金军。杜充派遣裨将王民、张超分守诸渡口，登高据岸，以神臂弓射击来犯的敌军。金兵攻击，杜充命统制官陈淬率领岳飞等诸裨校合二万人在马家渡邀击，约王𤫉同进。陈淬阵亡，王𤫉引兵逃跑，杜充军溃，江防失陷。绍兴三十一年（1161年）九月廿四，完颜亮的金军攻打南宋通化军，守将张超拒守退敌。